# Scopula destituta
Scopula destituta är en fjärilsart som beskrevs av Walker 1866. Scopula destituta ingår i släktet Scopula och familjen mätare. Inga underarter finns listade.